# Deltocephalus bulgaricus
Deltocephalus bulgaricus är en insektsart som beskrevs av Oshanin 1912. Deltocephalus bulgaricus ingår i släktet Deltocephalus och familjen dvärgstritar. Inga underarter finns listade i Catalogue of Life.